# Luis Bredow
Luis Bredow Sierra (Oruro, 1947) es un actor y director de teatro y cine boliviano.

## Biografía
Nació en Oruro y dio sus primeros pasos en el teatro a los 9 años en Santiago de Chile donde se había trasladado su familia. Comenzó con su tía, María Teresa Sierra quien estudiaba en la Universidad de Chile. Luis le ayudaba dándole las réplicas que ella tenía que interpretar. A los 16 años estudió dramaturgia y cinematografía en Francia en la Universidad de Aix-En Provence y combinó su formación con estudios de geografía. En los años 70 regresó a Bolivia y trabajó como consultor en temas agrícolas en zonas como el Chapare en Cochabamba.
En 1980 fundó y dirigió el grupo de teatro El Umbral. En 1988 protagonizó el video Recorrer esta distancia que fue dirigido por Francisco Ormachea con textos de Jaime Sáenz. Su primera película fue Di buen día papá de Fernando Vargas y fue estrenada el 2005. Le siguió Evo pueblo, de Tonchy Antezana, el 2007. Escríbeme postales a Copacabana de Thomas Köntaler, Che: Guerrilla (2008) de Steven Soderbergh. En 2010 trabajó con icíar Bollaín en la película También la lluvia, mientras creó su propia productora de videos llamada Tarpuy. En Bolivia trabajó con el grupo de teatro Tiempo, junto a Rose Marie Canedo, y con el grupo El Arlequín que dirigía Mabel Rivera.
En 2015 fue uno de los protagonistas de Carga sellada, coproducida por Bolivia, México y Venezuela, candidata de Bolivia a mejor película extranjera en los Oscar 2017 dirigida por Julia Vargas con guion del escritor Juan Claudio Lechín.
En 2024 estrena La lengua desnuda, una película que reflexiona sobre los estereotipos de género, filmada en el departamento de Santa Cruz.
Bredow ha sido crítico con la Ley del Cine aprobada en Bolivia.

## Premios y reconocimientos
En 2016 fue distinguido con el premio nacional Eduardo Abaroa de Bolivia en la categoría audiovisuales, otorgado por su trabajo en la película Olvidados por el Ministerio de Culturas de Bolivia. Bredow renunció a recibir este reconocimiento.

## Teatro
- Sahara (1976)
- El otro gallo (1982)
- A puerta cerrada (1983)
- Antífona, una noche de carnaval (s.f.)

## Filmografía
- Di buen día a papá. "Eustáquilo" Dirección de Fernando Vargas, 2005.
- Escríbeme postales. Dirección de Thomas Kronthaler, 2009.
- También la lluvia. Dirección de Icíar Bollaín, 2010.
- Blackthorn. "Doctor". Dirección de Mateo Gil, 2011.
- Norte Estrecho. Dirección de Omar L. Villarroel, 2014.
- Olvidados. "General Ramos" Dirección de Carlos Bolado, 2014
- Carga sellada. Dirección de Julia Vargas, 2015
- Los de abajo. Dirección de Alejandro Quiroga, 2022[5]
- La lengua desnuda. Dirección de Jorge Sierra, 2024

## Series de Televisión
- La entrega (2019)